# Stuart Stupid – Eine Familie zum Kotzen
Stuart Stupid – Eine Familie zum Kotzen (Originaltitel: Stuart Saves His Family) ist eine Filmkomödie von Harold Ramis aus dem Jahr 1995, die auf Sketchen der Fernsehserie Saturday Night Live basiert. Al Franken, der auch das Drehbuch schrieb, spielt die aus der Serie bekannte Figur Stuart Smalley.

## Handlung
Stuart Smalley, Schüler des Zwölf-Schritte-Programmes, wird durch die Ungerechtigkeiten des Lebens herausgefordert. Er verliert seine Kabelfernsehshow und muss seinen ebenso manipulativen wie anmaßenden Boss bitten, ihm seinen Job zurückzugeben, seinen alkoholkranken Vater und seinen drogenabhängigen Bruder Donnie rehabilitieren, und außerdem seine übergewichtige Mutter und Schwester Jodie bei ihren Schwierigkeiten im Umgang mit ihren Ehemännern unterstützen. Stuart wird von seinen Sponsoren unterstützt, da er jedes Mal, wenn er sich diesen Herausforderungen stellt, auf seine negativen Verhaltensweisen zurückgreift.

## Kritiken
Roger Ebert meinte in der Chicago Sun-Times vom 12. April 1995, dass die Sketche um Stuart Smalley zu den derzeit witzigsten der Serie gehörten. Seine Zweifel, ob man aus ihnen einen kompletten Film machen könne, habe Stuart Stupid beseitigt. Der Film sei genauso amüsant wie die Sketche und beinhalte darüber hinaus „überzeugende“ Charaktere und eine „unwiderstehliche“ Story.
Mick LaSalle kam hingegen in seiner Kritik in der San Francisco Chronicle vom 12. April 1995 zu dem Schluss, dass der Film eine „Fehlzündung“ sei – allerdings eine, die interessanter sei als viele Erfolge.
Das Lexikon des internationalen Films meinte: „Nicht unintelligente Komödie mit überraschend sarkastischen, aber immer menschlichen Zügen. Bemerkenswert auch der Hauptdarsteller, der bei aller stilistischen Überzeichnung inhaltlich stets realistisch bleibt.“

## Hintergrund
Die Dreharbeiten fanden in Illinois, Kalifornien und in Minnesota statt. Der Film floppte und konnte in den Kinos der USA nur 912.082 US-Dollar einspielen.